# Gekijōban Hibike! Euphonium: Kitauji kōkō suisōgaku-bu e yōkoso
Gekijōban Hibike! Euphonium: Kitauji kōkō suisōgaku-bu e yōkoso (jap. 劇場版 響け！ユーフォニアム ～北宇治高校吹奏楽部へようこそ～) – japoński film animowany z 2016 roku na podstawie serii powieści autorstwa Ayano Takedy. Film wyreżyserował Tatsuya Ishihara na podstawie scenariusza napisanego przez Jukkiego Hanadę, za produkcję odpowiadało studio Kyoto Animation, a za dystrybucję Shōchiku. Premiera w japońskich kinach odbyła się 23 kwietnia 2016.

## Fabuła
Zespół koncertowy z gimnazjum Daikichiyama, do którego uczęszczają eufonistka Kumiko Ōmae i trębaczka Reina Kōsaka, zdobywa podczas zawodów „fałszywe złoto”. Komentarz Kumiko na temat niemożności wygrania konkursu spowodował rozdźwięk między nią a Reiną. Kumiko, teraz uczennica pierwszej klasy Liceum Kitauji, odkrywa, że szkolna orkiestra nie jest zgrana. Następnie zaprzyjaźnia się z Hazuki Katō i Sapphire Kawashimą. We trójkę odwiedzają zespół, podczas czego Kumiko jest zaskoczona, widząc Reinę uczęszczającą do tej samej szkoły i dołączającą do orkiestry. Po tym, jak Kumiko zdecydowała się dołączyć jako eufonistka, zespół poznaje swojego nowego doradcę Noboru Takiego, który pyta ich o cel na ten rok. Członkowie postanawiają, że chcą wygrać ogólnokrajowy konkurs orkiestr dętych, ale ich pierwsza próba zespołowa zakończyła się fatalnie, co spowodowało, że pan Taki nie zgodził się na ich plan występu na festiwalu. Pan Taki przeprowadza ćwiczenia z zespołem przed ich drugą próbą. Jest pod wrażeniem wyników ćwiczeń członków zespołu i zgadza się pomóc przy festiwalu. W dniu festiwalu orkiestra Liceum Kitauji wykonuje utwór „Rydeen”, przyciągając tym samym uwagę widzów.
Pan Taki ogłasza przesłuchanie do konkursu, do którego wymagana jest 55-osobowa orkiestra. Podczas festiwalu Hazuki zostaje odrzucona przez Shūichiego Tsukamoto po tym, jak wyznała mu miłość, podczas gdy Kumiko i Reina, które się pogodziły, grają utwór „Ai o mitsuketa basho”. Po zakończeniu przesłuchania zostają ogłoszeni członkowie, którzy wezmą udział w konkursie. Reina zostaje wybrana do zagrania solówki zamiast trębaczki Kaori Nakaseko. Wynik przesłuchania, szczególnie fakt, że to Reina została wybrana do partii solowej, nie zostaje dobrze przyjęty, co powoduje plotki o tym, że pan Taki faworyzuje Reinę ze względu na ich wspólną historię. Pan Taki postanawia zorganizować drugie przesłuchanie do partii solowej między Reiną a Kaori. Po przesłuchaniu Kaori oddaje partię solową Reinie, mimo że to ona została wybrana przez pana Takiego. Podczas ćwiczeń zespołowych Kumiko ma trudności z pewnym fragmentem swojego utworu. Pan Taki prosi wtedy Asukę Tanakę, by zagrała tę partię samodzielnie, przez co Kumiko załamuje się emocjonalnie i wraca do domu. Po powrocie do szkoły pan Taki zachęca Kumiko do kontynuowania ćwiczeń. W dniu eliminacji do konkursu, zespół z Kitauji wykonuje utwór „Mikazuki no mai”, dzięki któremu wygrywa.

## Obsada
| Postać             | Seiyū            |
| ------------------ | ---------------- |
| Kumiko Ōmae        | Tomoyo Kurosawa  |
| Hazuki Katō        | Ayaka Asai       |
| Sapphire Kawashima | Moe Toyota       |
| Reina Kōsaka       | Chika Anzai      |
| Asuka Tanaka       | Minako Kotobuki  |
| Haruka Ogasawara   | Saori Hayami     |
| Kaori Nakaseko     | Minori Chihara   |
| Shūichi Tsukamoto  | Haruki Ishiya    |
| Takuya Gotō        | Kenjirō Tsuda    |
| Riko Nagase        | Miyuki Kobori    |
| Natsuki Nakagawa   | Konomi Fujimura  |
| Yuko Yoshikawa     | Yuri Yamaoka     |
| Azusa Sazaki       | Azusa Tadokoro   |
| Akiko Ōmae         | Haruhi Nanao     |
| Michie Matsumoto   | Aya Hisakawa     |
| Noboru Taki        | Takahiro Sakurai |

## Produkcja
Kyoto Animation zapowiedziało film anime, z podtytułem Kitauji kōkō suisōgaku-bu e yōkoso (jap. ～北宇治高校吹奏楽部へようこそ～), podczas wydarzenia Kyoani and Do Fan Days w październiku 2015. Film jest streszczeniem telewizyjnego serialu anime powstałego na podstawie serii powieści Hibike! Euphonium autorstwa Ayano Takedy. Ekipa produkcyjna odpowiedzialna za film została ujawniona w grudniu 2015. Za reżyserię na podstawie scenariusza Jukkiego Hanady odpowiadał Tatsuya Ishihara, postacie zaprojektowała Shoko Ikeda, dyrektorem artystycznym został Mutsuo Shinohara, zdjęcia wykonał Kazuya Takao, natomiast obsada głosowa z serialu ponownie wcieliła się w swoje role. Na potrzeby filmu wszystkie kwestie zostały nagrane ponownie. Podczas wydarzenia AnimeJapan w marcu 2016 Sakurai potwierdził, że utwór „Rydeen” w wykonaniu Yellow Magic Orchestra zostanie zagrany w całości, w przeciwieństwie do tego, co można było ujrzeć w serialu anime.

## Ścieżka dźwiękowa
W grudniu 2015 ujawniono, że muzykę do filmu skomponuje Akito Matsuda. W marcu 2016 poinformowano, że True wykona motyw przewodni filmu, „Dream Solister”, który po raz pierwszy został wykorzystany jako piosenka otwierająca serial anime. Oryginalna ścieżka dźwiękowa filmu, z podtytułem Reflection of youthful music, została wydana w Japonii 27 kwietnia 2016 i cyfrowo 4 kwietnia 2022. Kompozycje muzyczne pojawiające się w filmie to „Orfeusz w piekle” Jacques’a Offenbacha, „Abarenbō Shōgun Theme” Shunsuke Kikuchiego, „Hymn marines” Jamesa M. Fultona, „IX symfonia e-moll „Z Nowego Świata”” Antonína Dvořáka, „The Fairest of the Fair” Johna Sousy, „Funiculì funiculà” Luigiego Denzy, „Rydeen” Yukihiro Takahashiego, „Ai o mitsuketa basho” Hanako Oku, „Purovansu no kaze” Naokiego Tasaki i „Mikazuki no mai” Matsudy.
| Lista utworów | Lista utworów                                            | Lista utworów |
| Nr            | Tytuł utworu                                             | Długość       |
| ------------- | -------------------------------------------------------- | ------------- |
| 1.            | „Watashitachi no kyoku ga hajimaru (私たちの曲が始まる)” | 1:17          |
| 2.            | „Sakuramau naka de (桜舞うなかで)”                       | 0:52          |
| 3.            | „Gakkō seikatsu (学校生活)”                              | 1:57          |
| 4.            | „Mirai wa mada mienai (未来はまだ見えない)”              | 1:17          |
| 5.            | „Intorodakushon (イントロダクション)”                    | 1:16          |
| 6.            | „Aratana deai (新たな出会い)”                            | 1:23          |
| 7.            | „Mezase, zenkoku (目指せ、全国)”                         | 1:58          |
| 8.            | „Fuon (不穏)”                                            | 0:31          |
| 9.            | „Junsuina omoi (純粋な想い)”                             | 1:21          |
| 10.           | „Mō renshū (猛練習)”                                     | 0:35          |
| 11.           | „Junchōna hibi (順調な日々)”                             | 2:28          |
| 12.           | „Ippo fumidasu koto (一歩踏み出すこと)”                  | 1:46          |
| 13.           | „Chīsana henka (小さな変化)”                             | 1:05          |
| 14.           | „Agata matsurinoyoru (あがた祭りの夜)”                   | 2:01          |
| 15.           | „Tokubetsu ni naru koto (特別になること)”                | 2:36          |
| 16.           | „Sorezore no ishi (それぞれの意思)”                      | 0:38          |
| 17.           | „Sekisō suru omoi (積層する想い)”                        | 0:30          |
| 18.           | „Senkoku (宣告)”                                         | 1:10          |
| 19.           | „Uzumaku omoi (渦巻く想い)”                              | 0:32          |
| 20.           | „Kokuhaku (告白)”                                        | 1:14          |
| 21.           | „Tashikana ketsui (確かな決意)”                          | 1:22          |
| 22.           | „Yuzurenai mono (譲れないもの)”                          | 2:09          |
| 23.           | „Futari kiri (ふたりきり)”                               | 1:45          |
| 24.           | „Kotae (答え)”                                           | 1:29          |
| 25.           | „Taisetsunamono (大切なもの)”                            | 1:33          |
| 26.           | „Iza honban (いざ本番)”                                  | 2:39          |
| 27.           | „Soshite tobira ga hiraku (そして扉が開く)”              | 1:00          |
| 28.           | „Mirai e no senritsu (未来への旋律)”                     | 1:36          |
| 29.           | „Dream Solister (Movie Ver.)”                            | 6:00          |
|               |                                                          | 46:00         |

## Wydanie
Premiera w japońskich kinach odbyła się 23 kwietnia 2016. W następstwie pożaru w studiu Kyoto Animation, Shōchiku zorganizowało specjalny pokaz filmów wyprodukowanych przez studio „aby stworzyć ludziom możliwość obejrzenia... dzieł... Kyoto Animation na dużym ekranie”; film był wyświetlany w Shinjuku Piccadilly Cinema w Tokio 29 sierpnia 2019 oraz w Movix w Kioto 4 października.
Film został wydany na Blu-ray i DVD w Japonii 7 września 2016. Został również udostępniony na Abema TV 24 września 2017, na Hulu Japan 6 lutego 2022, na DMM TV 15 marca 2023, oraz na japońskim Amazon Prime Video 22 kwietnia.

## Odbiór
W weekend otwarcia film zajął jedenaste miejsce w japońskim box office. Poza Japonią film zarobił 36 476 dolarów w Korei Południowej. Produkcja była rekomendowana przez jury na Japan Media Arts Festival w 2017 roku.